# Vương quốc Hồi giáo Funj
Vương quốc Hồi giáo Funj, còn gọi là Funjistan, Vương quốc Hồi giáo Sennar (theo tên thủ đô là Sennar) hay Vương quốc Hồi giáo Xanh do phong tục truyền thống gọi người da đen là da xanh (tiếng Ả Rập: السلطنة الزرقاء, đã Latinh hoá: al-Sulṭanah al-Zarqāʼ), là một nhà nước quân chủ ở khu vực ngày nay là Sudan, tây bắc Eritrea và tây Ethiopia. Được thành lập vào năm 1504 bởi người Funj, vương quốc nhanh chóng chuyển sang đạo Hồi, mặc dù điều này chỉ là trên danh nghĩa. Cho đến khi một nền Hồi giáo chính thống hơn nắm quyền vào thế kỷ 18, nhà nước vẫn là một "đế chế châu Phi với bề ngoài Hồi giáo". Nó đạt đến đỉnh cao vào cuối thế kỷ 17, nhưng suy tàn và cuối cùng tan rã vào thế kỷ 18 và 19. Năm 1821, vị sultan cuối cùng, bị suy giảm quyền lực rất nhiều, đã đầu hàng trước cuộc xâm lược của Ai Cập-Ottoman mà không chiến đấu.

### Ottoman đe dọa và khởi nghĩa Ajib

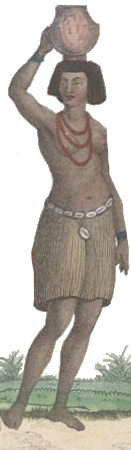
Một phụ nữ Sennar

## Bản đồ

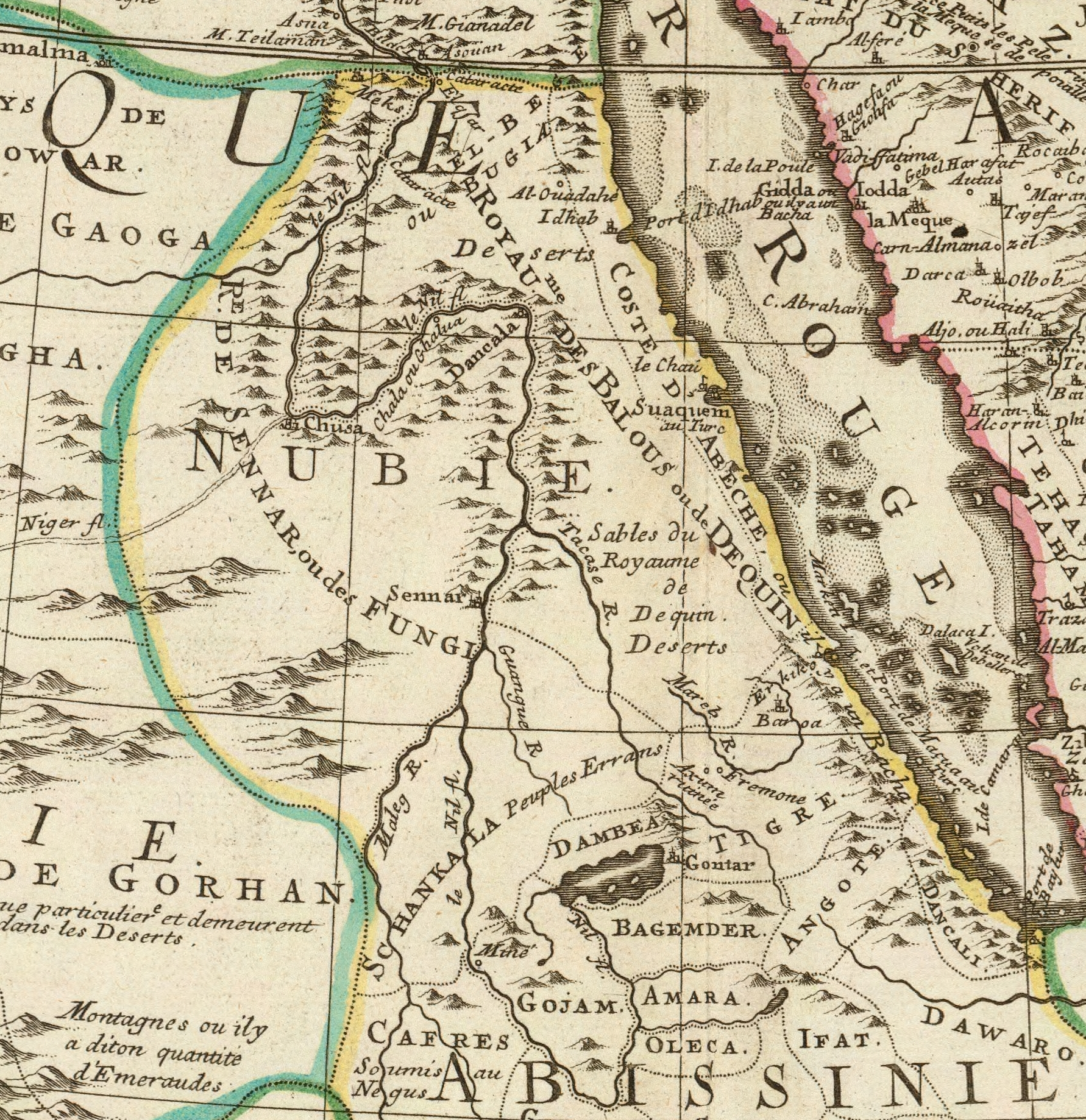
Bản đồ của Guillaume Delisle (1701)
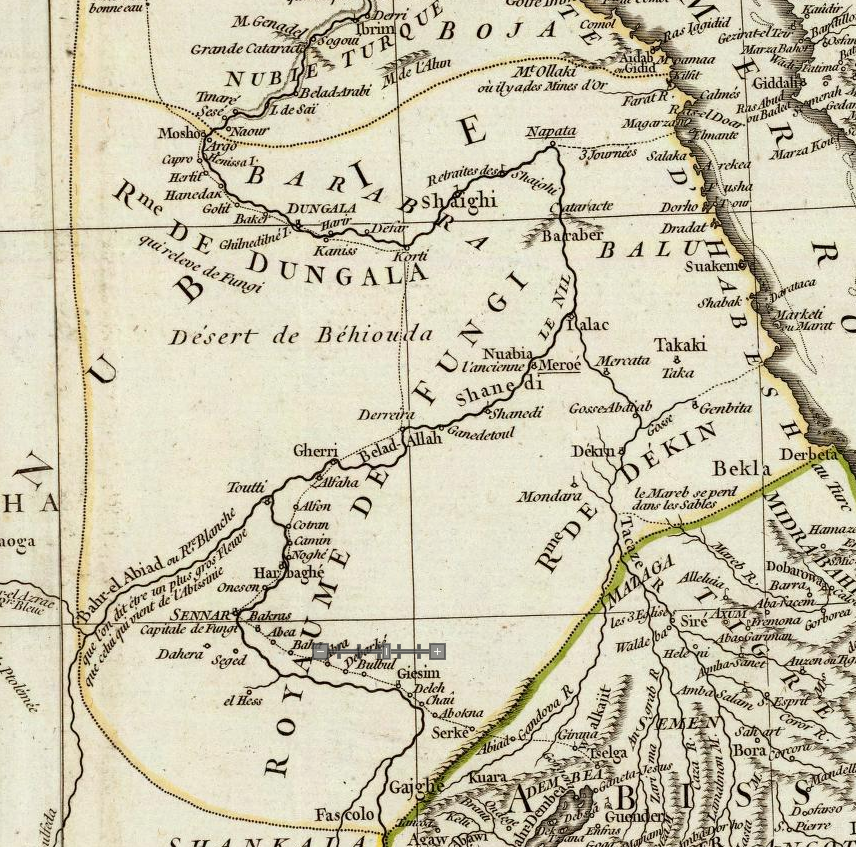
Bản đồ của Jean Baptiste Bourguignon d'Anville (1749)
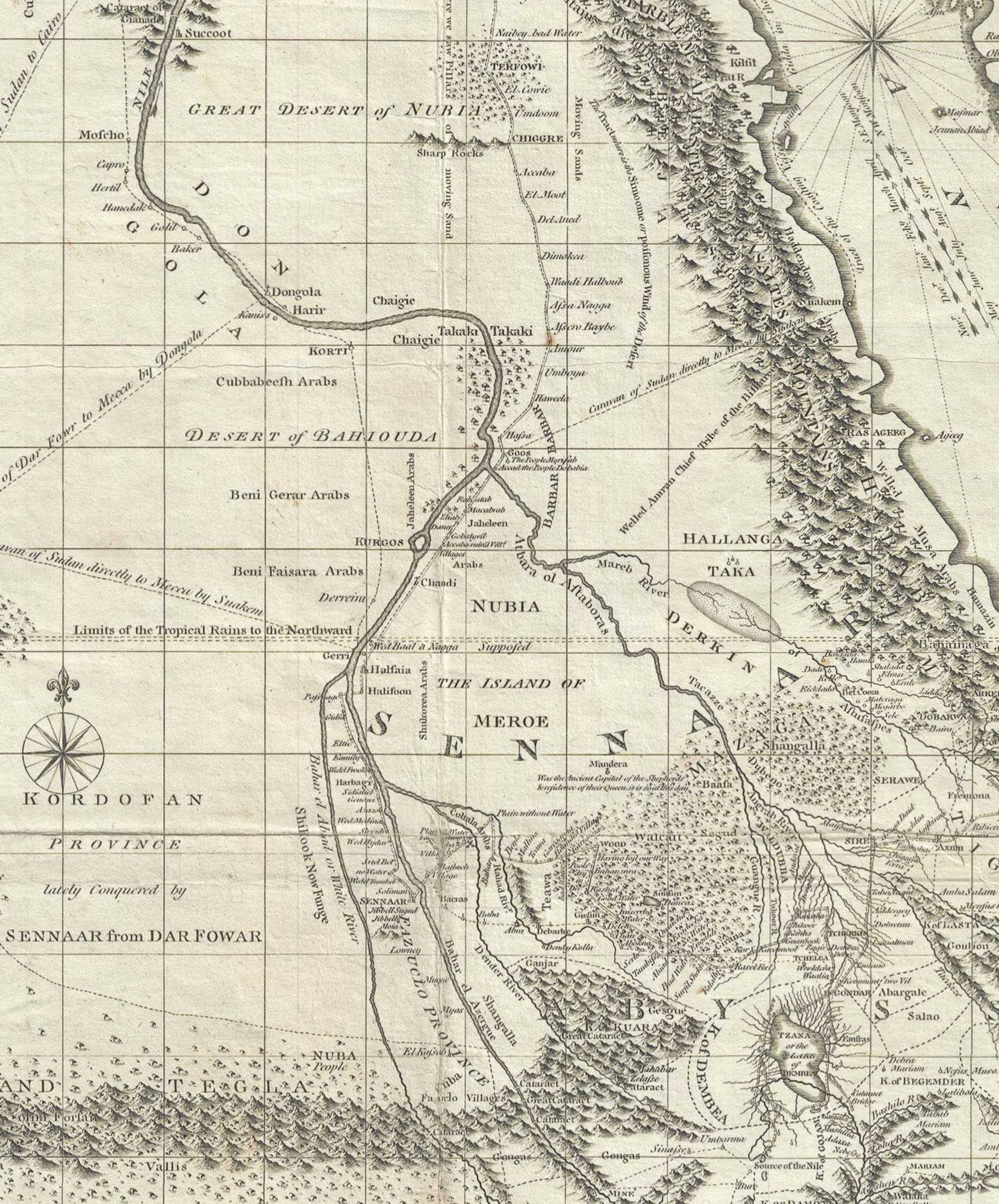
Bản đồ của nhà du hành James Bruce, người đi ngang qua nước này vào đầu những năm 1770

## Lịch sử